# ألعاب العقل (وثائقي)
سلسلة برنامج ألعاب العقل "Brain Games"، برنامج وثائقي يعرض على قناة ناشونال جيوغرافيك أبو ظبي، تُستخدم خلالها الألعاب والتجارب التفاعلية المُصممة لتتلاعب بعقولكم وتكشف عما يحدث في دهاليز العقل.
تسلط هذه السلسلة الجديدة الضوء على الدماغ البشري في رحلة استكشافية ممتعة نسبر خلالها أغوار ذلك العضو الذي لا يزيد وزنه عن ثلاثة أرطال ونصف الرطل من الأنسجة، وبالرغم من هذا الحجم الصغير إلا أنه هو ما يميزك عن غيرك من الكائنات.
تغوص في أروقة الدماغ البشري وجنباته جيسون سيلفا، يُرافقه مجموعة من كبار الخبراء في العلوم الإدراكية، والعلوم العصبية، وعلم النفس. يصحبكم في هذه الحلقات التي تغوص في أروقة الدماغ البشري وجنباته جيسون سيلفا، يُرافقه مجموعة من كبار الخبراء في العلوم الإدراكية، والعلوم العصبية، وعلم النفس.